# 12923 Zephyr
12923 Zephyr (1999 GK4) là một tiểu hành tinh Apollo và vật thể gần Trái Đất.